# Pelegrina tristis
Espèce
Pelegrina tristis est une espèce d'araignées aranéomorphes de la famille des Salticidae.

## Distribution
Cette espèce est endémique d'Arizona aux États-Unis,.

## Description
Les mâles mesurent de 3,7 à 4,6 mm et les femelles de 5,0 à 6,2 mm.

## Publication originale
- Maddison, 1996 : Pelegrina Franganillo and other jumping spiders formerly placed in the genus Metaphidippus (Araneae: Salticidae). Bulletin of the Museum of Comparative Zoology, vol. 154, no 4, p. 215-368 (texte intégral).